# تلمبه محمد مراد حیدری
تلمبه محمد مراد حیدری یک منطقهٔ مسکونی در ایران است که در دهستان مشکان (نی‌ریز) واقع شده‌است. تلمبه محمد مراد حیدری ۳۵ نفر جمعیت دارد.